# Renaud V de Château-Gontier
 (septembre 2013).
Si vous disposez d'ouvrages ou d'articles de référence ou si vous connaissez des sites web de qualité traitant du thème abordé ici, merci de compléter l'article en donnant les références utiles à sa vérifiabilité et en les liant à la section « Notes et références ».
Renaud V de Château-Gontier, seigneur de Château-Gontier en Anjou. 

## Biographie
Renaud V, fils de Renaud IV de Château-Gontier et petit-fils d'Alard III de Château-Gontier, possède la baronnie avant 1183. Il fait à cette date un échange avec Geoffroy, abbé de Bellebranche, donnant un pré en Chemeré pour un arpent de vigne.
Il fait en 1190 un règlement avec l'abbaye Saint-Nicolas d'Angers, concédant à l'abbaye tant par chaque cuisson ou fournée à Château-Gontier et reconnaissant les moines quittes de tout autre droit. Au mois d'août 1190, avec son frère Guillaume, il est témoin d'un don d'Hubert de Champagne à l'abbaye Saint-Aubin d'Angers ; et la même année, toujours avec Guillaume, il est mentionné dans la première charte du Geneteil de Château-Gontier. 
Robert de Tourneham, sénéchal d'Anjou, reconnaît que le seigneur de Château-Gontier a fait à Geoffroy, abbé de Saint-Aubin, l'hommage rendu précédemment à l'abbé Guillaume (1191). 
À un âge où Alard, son fils, était encore enfant, Renaud V donne à l'abbaye Saint-Serge d'Angers la dîme de Viendrey ; il eut plus tard avec Béatrix, sa sœur, des difficultés avec l'abbé de Saint-Serge à ce sujet, et se fit excommunier (1195). 
Il donna encore à l'abbaye Saint-Aubin d'Angers les cens dus par la fille d'Oger, et fut témoin, vers 1195, de la donation du moulin de Précigné, Prisciniacus, à Saint-Serge. C'est le dernier acte qui le concerne et l'on ne connaît pas la date de sa mort. On ne sait pas non plus quelle alliance il prit.

## Famille
Renaud V eut deux fils, longtemps mineurs après la mort de leur père :
1. Renaud, l'aîné, mort en 1206 ;
2. Alard, le plus jeune, qui succède non majeur encore à son frère.

## Source
- Abbé Angot, Baronnie de Château-Gontier, 1915 .